# MAPD
Le MAPD ou mélange MAPD ou encore gaz MAPD est un mélange tautomérique de propadiène et de propyne à l’équilibre. De fait, le sigle MAPD correspond à MéthylAcétylène (nom trivial du propyne)-PropaDiène :
H3CC≡CH  {\displaystyle \rightleftharpoons }  H2C=C=CH2, avec Kéq = 0,22 (270 °C) / 0,1 (5 °C).
Ce mélange gazeux est hautement inflammable.